# LEW EL 14
Die Baureihe EL 14 des VEB LEW Hennigsdorf bezeichnet eine Elektrolokomotive, von der zwischen 1953 und 1958 16 Exemplare gebaut wurden.

## Entwicklung
Diese Grubenlokomotive wurde ausschließlich im Mansfelder und Sangerhäuser Kupferrevier eingesetzt. Zur Überwindung der Höhenunterschiede im Grubenfeld wurden Flachen mit einem Einfallen von 6–10° aufgefahren. Um diese mit Lokomotiven befahren zu können, war eine Zahnradbahn notwendig. Auf der seit 1934 bestehenden, 2400 m langen Zahnradbahn im Ernst-Thälmann-Schacht waren zwei AEG-Lokomotiven im Einsatz. Mit der Erweiterung dieser Bahn um 850 m und dem Neubau einer 6500 m langen Zahnradbahn im Fortschrittschacht wurden weitere Lokomotiven gebraucht. Diese wurden auf der Basis der beiden vorhandenen AEG-Loks gebaut. Mit der Einstellung des Bergbaues in Mansfeld wurden die Lokomotiven auf eine 4000 m lange Zahnradbahn in Sangerhäuser Bernhard-Koenen-Schacht umgesetzt. Neben den gebauten 16 Loks wurde eine Bestellung 1953 nicht eingelöst. Zwei Loks, die 1960 bestellt wurden, wurden ebenfalls nicht mehr gebaut.

## Konstruktive Merkmale

### Mechanik
Der Rahmen der Lok wurde aus geschweißtem Grobblech hergestellt. Die Lok verfügt über einen Endführerstand. Die beiden Stromabnehmer befand sich auf dem Vorbau. Der Antrieb erfolgt über eine Rutschkupplung auf eine Zwischenwelle und Getriebe auf die Räder und das Zahnrad. Beide werden permanent angetrieben. Aus Sicherheitsgründen verfügte die Lok über vier Bremssysteme. Neben der elektrischen Widerstandsbremse gab es noch eine Druckluftbremse, eine auf die Motorwelle wirkende Fliehkraftbremse und eine auf die Treibzahnräder wirkende Feststellbremse.

### Elektrik
Angetrieben wurde jede Achse mit einem Tatzlagerfahrmotor. Mit dem Nockenfahrschalter konnte über eine Widerstandssteuerung für die Gleichstrom-Reihenschlussmotoren sechzehn Reihenfahrstufen, zehn Parallelfahrtstufen, sowie sechzehn Bremsstufen gewählt werden. Die für den Kompressor notwendigen Motoren wurden über Fahrleitung gespeist.